# Ресурси і запаси урану
Ресурси й запаси урану — 

## Загальна характеристика

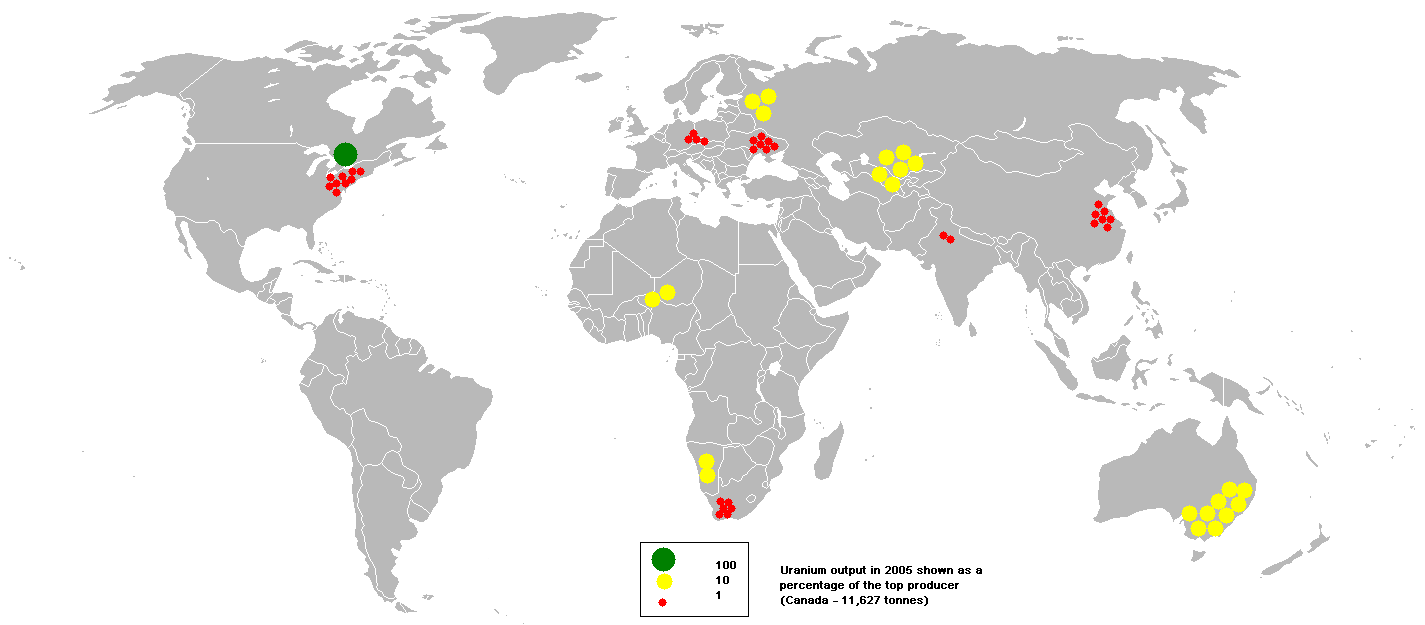
Виробництво (видобуток) урану у світі в 2005 році (у відсотках країн порівняно з лідером — Канадою: 100 % = 11 627 тонн).

Ресурси урану 53-х країн світу оцінювалися приблизно в 17 млн т, з яких майже 12 млн т відносять до прогнозних ресурсів (табл.) Ця оцінка не включає дані по ресурсах урану в фосфоритах, оскільки їх облік може створити помилкове враження про доступну кількість урану. Хоч у чотирьох фосфоритових родовищах Марокко міститься понад 6,5 млн т урану і ще близько 0,5—1,0 млн т залягає в п'яти фосфоритових родовищах США, однак малий вміст урану в цих рудах (від 60 до 180 г/т) призводить до того, що в сучасних умовах їх переробка на уран нерентабельна.
Запаси урану-235 за своїми енергетичними можливостями не перевищують запасів нафти.
Основні прогнозні ресурси урану зосереджені в США, Китаї, Монголії, Росії і ПАР — у кожній із цих країн вони перевищують 1 млн т. До цієї ж групи країн можна зарахувати й Австралію, де облік прогнозних ресурсів не здійснюється. За оцінкою МАГАТЕ від 1992 р., прогнозні ресурси урану в Австралії становили 2,6—3,9 млн т. За кількістю загальних запасів урану виділяються Австралія, Казахстан і Канада із запасами понад 400 тис. т у кожній. На їх частку в 1996 р. припадало 53 % світових загальних запасів урану.
У групу країн із запасами понад 100 тис.т урану входили ПАР, Бразилія, Намібія, Росія, США й Узбекистан. У цих 9 країнах зосереджено 88 % світових загальних запасів урану.
Табл. Ресурси і запаси урану на межі ХХ-XXI ст. (тис. т) і середній вміст урану в рудах (%)
| Континенти, країни | Ресурси  | Запаси підтв. | Частка у світі, % | Запаси загальні |
| Європа             | 983,54   | 93,84         | 3,7               | 163,63          |
| Болгарія           | 34,47    | 7,83          | 0,3               | 16,23           |
| Угорщина           | 31,26    | 0,37          | 0                 | 0,37            |
| Німеччина          | 68,5     | 0             | 0                 | 0               |
| Греція             | 13       | 1             | 0                 | 7               |
| Данія              | 103      | 0             | 0                 | 0               |
| Іспанія            | 12,16    | 4,65          | 0,2               | 4,65            |
| Італія             | 16,1     | 4,8           | 0,2               | 4,8             |
| Польща             | 13,7     | …             | 0                 | 13,7            |
| Португалія         | 13,35    | 7,3           | 0,3               | 8,75            |
| Румунія            | 20,82    | …             | 0                 | 15,85           |
| Словенія           | 13,26    | 2,2           | 0,1               | 7,2             |
| Україна            | 372      | 45,6          | 1,8               | 62,6            |
| Фінляндія          | 1,5      | 0             | 0                 | …               |
| Франція            | 23,76    | 13,46         | 0,5               | 14,67           |
| Чехія              | 236,66   | 6,63          | 0,3               | 7,81            |
| Швеція             | 10       | 0             | 0                 | …               |
| Азія (без РФ)      | 5697,34  | 576,16        | 22,7              | 973,74          |
| В'єтнам            | 243,78   | …             | 0                 | 0,49            |
| Індія              | 108,06   | …             | 0                 | 76,33           |
| Індонезія          | 7,94     | 0             | 0                 | …               |
| Іран               | 25       | …             | 0                 | …               |
| Казахстан          | 1670,56  | 439,22        | 17,3              | 635,12          |
| Китай              | 1834     | …             | 0                 | 64              |
| Південна Корея     | 14,8     | …             | 0                 | …               |
| Монголія           | 1472,6   | 61,6          | 2,4               | 82,6            |
| Пакистан           | 0,5      | …             | 0                 | 0,5s            |
| Туреччина          | 9,13     | 9,13          | 0,4               | 9,13            |
| Узбекистан         | 304,37   | 66,21         | 2,6               | 105,57          |
| Росія              | 1586     | 145           | 5,7               | 181,5           |
| Африка             | 2098,37  | 488,01        | 19,3              | 668,13          |
| Алжир              | 27,7     | 26            | 1                 | 26,7            |
| Габон              | 8,64     | 6,03          | 0,2               | 7,03            |
| Дем. Респ. Конго   | 3,5      | 1,8           | 0,1               | 3,5             |
| Єгипет             | 15       | …             | 0                 | …               |
| Замбія             | 22       | …             | 0                 | …               |
| Зімбабве           | 26,8     | 1,8           | 0,1               | 1,8             |
| Мадагаскар         | 10,1     | …             | 0                 | 10,1            |
| Малаві             | 8,5      | …             | 0                 | 8,5             |
| Намібія            | 294,87   | 156,12        | 6,2               | 246,94          |
| Нігер              | 71,16    | 69,96         | 2,8               | 71,16           |
| ПАР                | 1584,1   | 218,3         | 8,6               | 284,4           |
| Сомалі             | 10       | 0             | 0                 | 0               |
| ЦАР                | 16       | 8             | 0,3               | 8               |
| Америка            | 5606,99  | 609,41        | 24                | 812,36          |
| Аргентина          | 13,05    | 4,62          | 0,2               | 5,52            |
| Болівія            | 0,5      | …             | 0                 | 0,5             |
| Бразилія           | 882,2    | 162           | 6,4               | 262,2           |
| Венесуела          | 163      | …             | 0                 | …               |
| Канада             | 1280     | 331           | 13,1              | 430             |
| Колумбія           | 228      | …             | 0                 | …               |
| Мексика            | 15,1     | 0             | 0                 | 0               |
| Перу               | 49,65    | 1,79          | 0,1               | 3,65            |
| США                | 2971     | 110           | 4,3               | 110             |
| Чилі               | 4,49     | …             | 0                 | 0,49            |
| Австралія і Ок.    | 895      | 622           | 24,5              | 758             |
| Австралія          | 895      | 622           | 24,5              | 758             |
| Разом              | 16867,24 | 2534,42       | 100               | 3557,36         |

| Країна                           | Резерви станом на 2009 р., тонн | Частка резервів у світі | Вироблено у 2008 р., тонн | Частка виробництва у світі | Вироблено + Резерви, тонн | Частка у світі |
| -------------------------------- | ------------------------------- | ----------------------- | ------------------------- | -------------------------- | ------------------------- | -------------- |
| Алжир                            | 19500                           | 0,4 %                   | 0                         | 0,0 %                      | 19500                     | 0,2 %          |
| Аргентина                        | 19100                           | 0,4 %                   | 2513                      | 0,1 %                      | 21613                     | 0,3 %          |
| Австралія                        | 1673000                         | 31,0 %                  | 156428                    | 6,5 %                      | 1829426                   | 23,4 %         |
| Бельгія                          | 0                               | 0,0 %                   | 686                       | 0,0 %                      | 686                       | 0,0 %          |
| Бразилія                         | 278700                          | 5,2 %                   | 2839                      | 0,1 %                      | 281539                    | 3,6 %          |
| Болгарія                         | 0                               | 0,0 %                   | 16362                     | 0,7 %                      | 16362                     | 0,2 %          |
| Канада                           | 485300                          | 9,0 %                   | 426670                    | 17,7 %                     | 911970                    | 11,7 %         |
| Центральноафриканська Республіка | 12000                           | 0,2 %                   | 0                         | 0,0 %                      | 12000                     | 0,2 %          |
| КНР                              | 171400                          | 3,2 %                   | 31399                     | 1,3 %                      | 202799                    | 2,6 %          |
| Чехія                            | 500                             | 0,0 %                   | 110427                    | 4,6 %                      | 110927                    | 1,4 %          |
| ДР Конго                         | 0                               | 0,0 %                   | 25600                     | 1,1 %                      | 25600                     | 0,3 %          |
| Фінляндія                        | 1100                            | 0,0 %                   | 30                        | 0,0 %                      | 1130                      | 0,0 %          |
| Франція                          | 100                             | 0,0 %                   | 75982                     | 3,2 %                      | 76082                     | 1,0 %          |
| Габон                            | 4800                            | 0,1 %                   | 25403                     | 1,1 %                      | 30203                     | 0,4 %          |
| Німеччина                        | 0                               | 0,0 %                   | 219517                    | 9,1 %                      | 219517                    | 2,8 %          |
| Угорщина                         | 0                               | 0,0 %                   | 21052                     | 0,9 %                      | 21052                     | 0,3 %          |
| Індія                            | 80200                           | 1,5 %                   | 9153                      | 0,4 %                      | 89353                     | 1,1 %          |
| Іран                             | 0                               | 0,0 %                   | 17                        | 0,0 %                      | 17                        | 0,0 %          |
| Індонезія                        | 4800                            | 0,1 %                   | 0                         | 0,0 %                      | 4800                      | 0,1 %          |
| Італія                           | 4800                            | 0,1 %                   | 0                         | 0,0 %                      | 4800                      | 0,1 %          |
| В'єтнам                          | 140800                          | 2,2 %                   | 0                         | 0,0 %                      | 140800                    | 2,2 %          |
| Японія                           | 6600                            | 0,1 %                   | 84                        | 0,0 %                      | 6684                      | 0,1 %          |
| Йорданія                         | 111800                          | 2,1 %                   | 0                         | 0,0 %                      | 111800                    | 1,4 %          |
| Казахстан                        | 651800                          | 12,1 %                  | 126900                    | 5,3 %                      | 778700                    | 10,0 %         |
| Мадагаскар                       | 0                               | 0,0 %                   | 785                       | 0,0 %                      | 785                       | 0,0 %          |
| Малаві                           | 15000                           | 0,3 %                   | 0                         | 0,0 %                      | 15000                     | 0,2 %          |
| Мексика                          | 0                               | 0,0 %                   | 49                        | 0,0 %                      | 49                        | 0,0 %          |
| Монголія                         | 49300                           | 0,9 %                   | 535                       | 0,0 %                      | 49835                     | 0,6 %          |
| Намібія                          | 284200                          | 5,3 %                   | 95288                     | 4,0 %                      | 379288                    | 4,9 %          |
| Нігер                            | 272900                          | 5,0 %                   | 110312                    | 4,6 %                      | 383212                    | 4,9 %          |
| Пакистан                         | 80900                           | 1,6 %                   | 1159                      | 0,0 %                      | 1159                      | 0,0 %          |
| Перу                             | 2700                            | 0,0 %                   | 0                         | 0,0 %                      | 2700                      | 0,0 %          |
| Польща                           | 0                               | 0,0 %                   | 660                       | 0,0 %                      | 660                       | 0,0 %          |
| Португалія                       | 7000                            | 0,1 %                   | 3717                      | 0,2 %                      | 10717                     | 0,1 %          |
| Румунія                          | 6700                            | 0,1 %                   | 18419                     | 0,8 %                      | 25119                     | 0,3 %          |
| Росія                            | 480300                          | 8,9 %                   | 139735                    | 5,8 %                      | 619735                    | 7,9 %          |
| Словенія                         | 9200                            | 0,2 %                   | 382                       | 0,0 %                      | 9582                      | 0,1 %          |
| ПАР                              | 295600                          | 5,5 %                   | 156312                    | 6,5 %                      | 451912                    | 5,8 %          |
| СРСР                             | -                               | -                       | 102886                    | 4,3 %                      | 102886                    | 1,3 %          |
| Іспанія                          | 11300                           | 0,2 %                   | 5028                      | 0,2 %                      | 16328                     | 0,2 %          |
| Швеція                           | 10000                           | 0,2 %                   | 200                       | 0,0 %                      | 10200                     | 0,1 %          |
| Туреччина                        | 7300                            | 0,1 %                   | 0                         | 0,0 %                      | 7300                      | 0,1 %          |
| Україна                          | 105000                          | 1,9 %                   | 124397                    | 5,2 %                      | 229397                    | 2,9 %          |
| США                              | 207400                          | 3,8 %                   | 363640                    | 15,1 %                     | 571040                    | 7,3 %          |
| Узбекистан                       | 114600                          | 2,1 %                   | 34939                     | 1,4 %                      | 149539                    | 1,9 %          |
| Замбія                           | 0                               | 0,0 %                   | 86                        | 0,0 %                      | 86                        | 0,0 %          |
| Загалом                          | 5404000                         | 100 %                   | 2409591                   | 100 %                      | 7813591                   | 100 %          |

Потреби промисловості в урановорудній сировині в кінці ХХ ст. задовольнялася за рахунок відпрацювання родовищ 9 геолого-промислових типів: «незгідні», «піщані», «конгломератні», «жильні», «брекчієві», «інтрузивні» (аляскитові), «вулканітові», «метасоматитові» і «фосфоритові».
Із дев'яти країн, що лідирують у видобутку урану (не менше 1 тис.т), — Канада, Австралія, Нігер, Намібія, США, Росія, Узбекистан, ПАР і Казахстан, — Австралія, Казахстан і ПАР забезпечені підтвердженими запасами більш ніж на 100 років. У Нігерії забезпеченість такими запасами становить 20 років, у Канаді — приблизно 30, в Узбекистані — 40, у Намібії і США — по 50, у Росії — 70 років. Однак, з урахуванням постійного зростання видобутку, терміни вичерпання підтверджених запасів можуть істотно скоротитися. У Росії, наприклад, при рівні видобутку, що прогнозується (близько 10 тис. т урану на рік), підтверджені запаси, навіть разом з їх резервом, будуть вичерпані протягом 20 років.

## В Україні
Україна має найбільші в Європі ресурси та загальні запаси урану (табл.), які виявлені в межах Українського щита. За ресурсами й підтвердженими запасами урану Україна входить до першої десятки країн світу. Частка України в світових ресурсах — 1,8 %. Державним балансом запасів корисних копалин України враховується 17 родовищ (Кіровоградська обл. — 14, Миколаївська — 2, Дніпропетровська — 1). Відкрито й розвідано 21 родовище.
Оцінки ресурсів урану в Україні дещо відрізняються. Так, за даними Міжнародного агентства з атомної енергії (МАГАТЕ) за станом на 1 січня 2000 р.[джерело?], ресурси урану в Україні становили 235 тис. т. Основна їх маса пов'язана з урано-натрієвими (альбітитовими) формаціями (133,5 тис. т).
За інформацією Геннадія Буткевича на 2019 рік ресурси уранових руд в Україні оцінювались у 560 тис. тонн, а підтверджені запаси — 270 тис. тонн.